# Gijonet
Gijonet (en francès Gijounet) és un municipi francès situat al departament del Tarn i a la regió d'Occitània.

## Demografia
| 1962                                       | 1968 | 1975 | 1982 | 1990 | 1999 | 2007 |
| ------------------------------------------ | ---- | ---- | ---- | ---- | ---- | ---- |
| 190                                        | 139  | 109  | 110  | 114  | 125  | 135  |
| Des de 1962: població sense dobles comptes |      |      |      |      |      |      |

## Administració
| Període   | Identitat       | Partit |
| --------- | --------------- | ------ |
| 1928-1944 | Jean Azaïs      |        |
| 1944-1947 | Paul Durand     |        |
| 1947-1965 | Noé Gary        |        |
| 1965-1971 | Marcel Fournier |        |
| 1971-1998 | Denis Vayrette  |        |
| 1998-2009 | Jean Choulet    |        |
| 2009-     | Hughes Delori   |        |